# Moustiers-Sainte-Marie
Moustiers-Sainte-Marie è un comune francese di 727 abitanti situato nel dipartimento delle Alpi dell'Alta Provenza della regione della Provenza-Alpi-Costa Azzurra. Fa parte dell'associazione dei Les Plus Beaux Villages de France e si trova nel Parco naturale regionale del Verdon.
Il paese si trova all'ingresso occidentale delle Gole del Verdon ed è stato un importante centro di produzione della ceramica, in particolare maiolica, tra il XVI ed il XIX secolo. L'abitato è attraversato da un torrente che forma anche una cascata, anticamente fonte di energia idraulica.

## Società

### Evoluzione demografica
Abitanti censiti